# Patrick Kerwin
Patrick Kerwin, né le 25 octobre 1889 à Sarnia et mort le 2 février 1963 est un juriste canadien. Il est juge en chef de la Cour suprême du Canada de 1954 à 1963.